# Na pokuszenie (film)
Na pokuszenie (ang. The Beguiled) – amerykański western-dramat w nurcie Southern Gothic z 2017 roku w reżyserii Sofii Coppoli, powstały na podstawie powieści Na pokuszenie z 1966 roku autorstwa Thomasa P. Cullinana. Wyprodukowany przez wytwórnię Focus Features. Główne role w filmie zagrali Colin Farrell, Nicole Kidman, Kirsten Dunst i Elle Fanning.
Premiera filmu odbyła się 24 maja 2017 podczas 70. Międzynarodowego Festiwalu Filmowego w Cannes. Miesiąc później, 23 czerwca, obraz trafił do kin na terenie Stanów Zjednoczonych. W Polsce premiera filmu odbyła się 1 września 2017.

## Fabuła
Akcja filmu rozgrywa się w XIX wieku na południu Stanów Zjednoczonych, w Wirginii, w czasie wojny secesyjnej. Pewnego dnia nastoletnia dziewczyna Amy, uczennica elitarnej żeńskiej szkoły z internatem, znajduje ciężko rannego młodego kaprala wojsk Unii – Johna McBurneya (Colin Farrell). Zaalarmowana przez dziewczynę przełożona Martha Farnsworth (Nicole Kidman) z pomocą podopiecznych umieszcza mężczyznę w jednym z pokoi internatu. Młode kobiety troskliwie opiekują się żołnierzem wrogiej armii. Kiedy John powoli wraca do zdrowia, dom wypełnia narastające napięcie seksualne, a nauczycielki i uczennice zaczynają zaciekle rywalizować o względy przystojnego kaprala. McBurneyowi podoba się, że jest obiektem zainteresowania tylu kobiet, i manipuluje ich uczuciami. Nie zdaje sobie sprawy, jak niebezpieczną grę prowadzi.

## Obsada
- Colin Farrell jako kapral John McBurney
- Nicole Kidman jako panna Martha Farnsworth
- Kirsten Dunst jako Edwina Morrow
- Elle Fanning jako Alicia
- Angourie Rice jako Jane
- Oona Laurence jako Amy
- Emma Howard jako Emily
- Addison Riecke jako Marie

## Produkcja
Zdjęcia do filmu kręcono w Napoleonville, w stanie Luizjana, w Stanach Zjednoczonych. Okres zdjęciowy trwał od 31 października do 7 grudnia 2016 roku.

## Odbiór

### Box office
Z dniem 12 sierpnia 2017 roku film Na pokuszenie zarobił łącznie 10,6 milionów dolarów w Stanach Zjednoczonych i Kanadzie, a 4,9 milionów w pozostałych państwach; łącznie 15,5 milionów.

### Krytyka w mediach
Film Na pokuszenie spotkał się z pozytywnymi recenzjami od krytyków. W serwisie Rotten Tomatoes średnia ocen filmu wyniosła 79% ze średnią oceną 7,1 na 10. Na portalu Metacritic średnia ocen wyniosła 77 punktów na 100.

### Nagrody i nominacje
| Rok  | Miejsce                                      | Nagroda     | Kategoria                  | Odbiorcy i nominowani | Wynik     |
| ---- | -------------------------------------------- | ----------- | -------------------------- | --------------------- | --------- |
| 2017 | 70. Międzynarodowy Festiwal Filmowy w Cannes | Złota Palma | Najlepszy reżyser          | Sofia Coppola         | Wygrana   |
| 2017 | 70. Międzynarodowy Festiwal Filmowy w Cannes | Złota Palma | Udział w konkursie głównym | Sofia Coppola         | Nominacja |